# Alberta
|  | Per a altres significats, vegeu «Alberta (desambiguació)». |

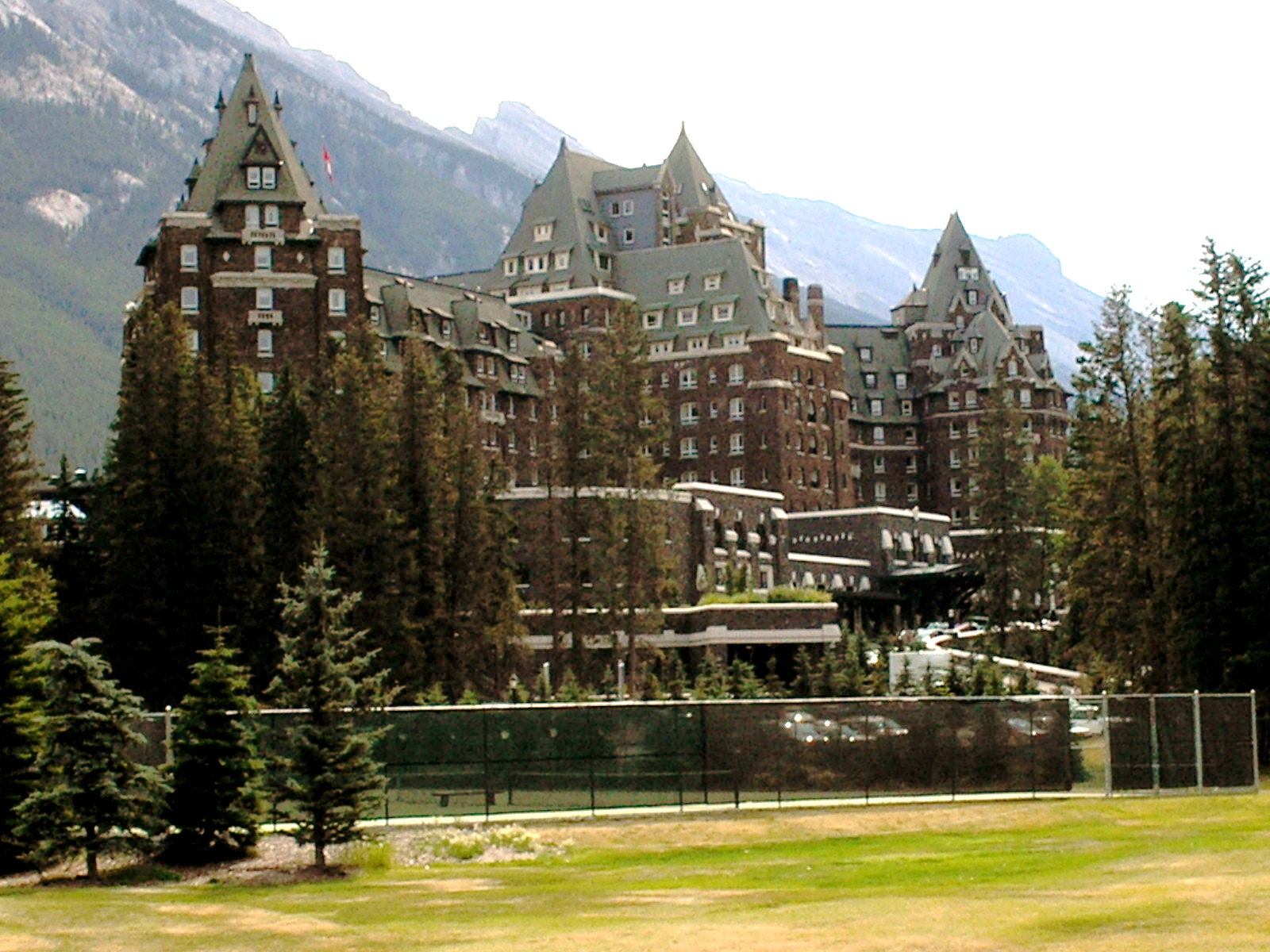
El castell de Banff

Alberta és una de les deu províncies del Canadà. Amb una població de 3.645.257 és la quarta província més poblada del país i la més poblada de les tres que formen les Províncies de la Praderia. Junt a la seva veïna Saskatchewan, es va constituir com a província l'1 de setembre de 1905, quan se separà dels Territoris del Nord-oest.
Alberta es troba a la regió occidental del Canadà. Limita al sud amb l'estat de Montana dels Estats Units, a l'oest amb la Colúmbia Britànica, a l'est amb Saskatchewan i al nord amb els Territoris del Nord-oest. La capital és Edmonton i la ciutat més poblada i principal centre econòmic de la província Calgary. Altres ciutats importants són Banff, Camrose, Fort McMuray, Grande Prairie, Lethbridge, Lloydminster, Medicine Hat i Red Deer. El 81% dels més de tres milions d'habitants viuen en àrees urbanes, i el 19% en àrees rurals. Junt a la veïna Saskatchewan, són les úniques províncies sense sortida directa al mar.
Alberta té una de les economies més potents del Canadà. És la principal productora de petroli i gas natural del país, amb un 70% del total. Dues de les indústries petrolieres més grans de Nord-amèrica estan localitzades al centre i nord de la província. A Red Deer i Edmonton es fabriquen productes de polietilè i vinil que són exportats arreu del món. També destaquen les indústries agroalimentàries, manufactureres, les finances i el turisme.

## Etimologia
Alberta va rebre el seu nom en honor de la Princesa Louise Carolina Alberta (1848-1939), la quarta filla de la Reina Victòria, la reina del Canadà i Albert de Saxònia-Coburg Gotha. La princesa es va casar amb Sir John Campbell, el governador general del Canadà entre 1878 i 1883. El llac Louise, localitzat al Parc Nacional de Banff i el mont Alberta, també va ser anomenats en honor de la princesa Louise.

## Geografia

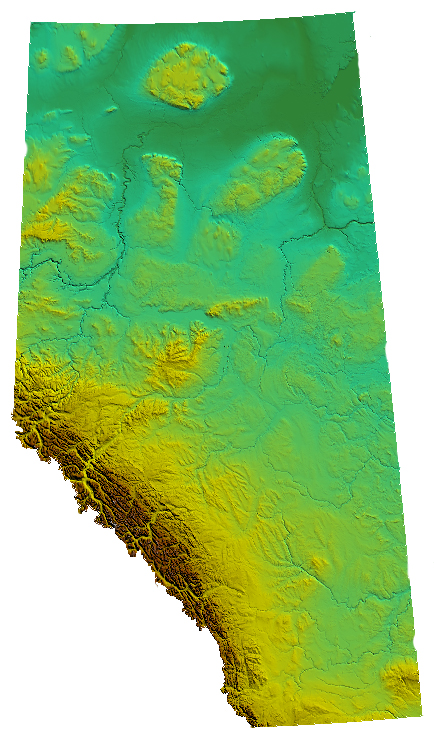
Mapa topogràfic d'Alberta

Alberta, amb una extensió de 661.848 km², és la quarta província més gran del Canadà, després del Quebec, Ontario i la Colúmbia Britànica. Pel sud, la frontera amb Montana i els Estats Units es troba al paral·lel 49 nord, mentre que pel nord és el paral·lel 60 nord el que fa de frontera amb els Territoris del Nord-oest. Per l'est el meridià 110 oest fa de frontera amb la província de Saskatchewan, mentre a l'oest la frontera amb la Colúmbia Britànica segueix el meridià 120 oest cap al sud, des de la frontera amb els Territoris del Nord-oest, a 60°N fins a trobar la divisòria continental, a les muntanyes Rocoses, i a partir d'aquell punt segueix la carena que marca la divisòria continental, dirigint-se majoritàriament cap al sud-est fins a trobar la frontera amb Montana, als 49°N.
La província s'estén 1.223 quilòmetres de nord a sud i 660 quilòmetres d'est a oest en el punt de màxima amplada. El punt més elevat de la província, amb 3.747 m, és el mont Columbia, a les muntanyes Rocoses, en la seva frontera sud-oest, mentre el punt més baix de la província, amb 152 m, es troba al riu Slave, al Parc nacional Wood Buffalo, al nord-est.
Amb excepció de l'estepa semiàrida que es troba al sud-est de la província, la província compta amb recursos hídrics suficients. Són nombrosos els rius i llacs emprats per a nadar, pescar i realitzar gran varietat d'esports aquàtics. Tres són els grans llacs amb què compta la província: el Claire (1.436 km²) al Parc nacional Wood Buffalo, el Lesser Slave (1.168 km²), i l'Athabasca (7.898 km²), compartit amb Saskatchewan. El riu més llarg de la província és l'Athabasca, amb 1.538 km des de la glacera Columbia, a les muntanyes Rocoses, fins al llac Athabasca. El riu més cabalós és el Peace, amb un cabal mitjà de 2.161 m³/s. El riu Peace neix a les Rocoses, al nord de la Colúmbia Britànica, i discorre pel nord d'Alberta fins a desembocar al riu Slave, un afluent del Mackenzie.
La capital d'Alberta, Edmonton, es troba aproximadament al centre geogràfic de la província. És la ciutat més important del Canadà situada més al nord, i fa de porta d'entrada i d'intercanvi als recursos del nord del Canadà. La província acull els jaciments de petroli i gas natural més grans del Canadà i té la major capacitat de refinat del petroli de l'oest del Canadà. Calgary es troba uns 280 quilòmetres al sud d'Edmonton i 240 km al nord de Montana, envoltat d'extenses zones dedicades a la ramaderia. Gairebé el 75% de la població de la província viu al Corredor Calgary-Edmonton. La política de concessió de terres als ferrocarrils va servir per a poblar la província durant els seus primers anys.
La major part de la meitat nord de la província està coberta per bosc boreal, mentre les muntanyes Rocoses, en la frontera sud-oest estan en gran part coberta per boscos. A la part sud de la província hi predominen les praderies. Pel centre de la província s'estén el bosc en parc de trèmols, en un ampli arc entre les praderies i els boscos, de Calgary fins al nord d'Edmonton, i cap a l'est fins a Lloydminster, sent aquesta la zona amb el sòl més fèrtil de la província i la que acull la major part de la població. La major part de terres desforestades d'Alberta han estat dedicades a la producció de cereal o a la producció de llet, amb una agricultura mixta que combina agricultura amb cria de bestiar, més habitual al nord i centre, mentre els ranxos i l'agricultura de regadiu predominen al sud.
Les badlands d'Alberta es troben al sud-est de la província, on el riu Red Deer travessa les prades i terres de cultiu, i compta amb profunds canons amb espectaculars relleus. El Dinosaur Provincial Park, prop de Brooks, mostra el paisatge de badlands, la flora del desert, i les restes del passat d'Alberta quan els dinosaures vagaven per la zona.

### Clima

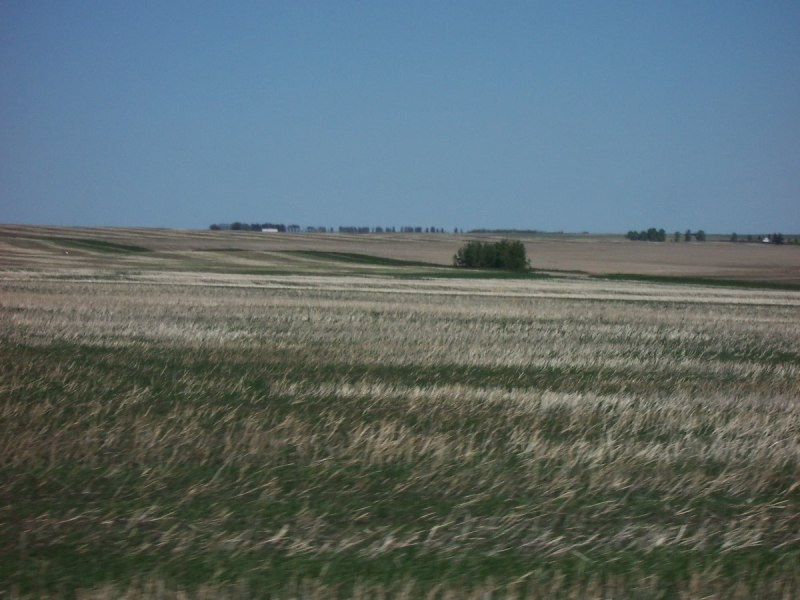
Praderia a Alberta

Alberta té un clima continental sec, amb estius calorosos i hiverns freds. La província està oberta a l'entrada de sistemes freds procedents de l'Àrtida que provoquen les dures condicions de fred durant l'hivern. Aquestes masses procedents de l'Àrtida fan que durant l'hivern la temperatura baixi fins als -54 °C al nord i fins a -46 °C al sud. Durant l'estiu les masses d'aire continentals eleven les temperatures fins als 32 °C a les muntanyes i fins als 40 °C al sud d'Alberta.
El clima també es veu influït per la presència d'importants muntanyes al sud-oest, que interrompen el flux de vents humits procedents del Pacífic i que impedeixen l'arribada de les masses humides vessants orientals de les muntanyes, fent que la major part d'Alberta sigui una ombra pluviomètrica. Les mitjanes de precipitació anual se situen entre els 300 mm al sud-est i els 450 mm al nord, amb excepció dels contraforts de les muntanyes, on aquesta pot arribar als 600 mm any.

## Història

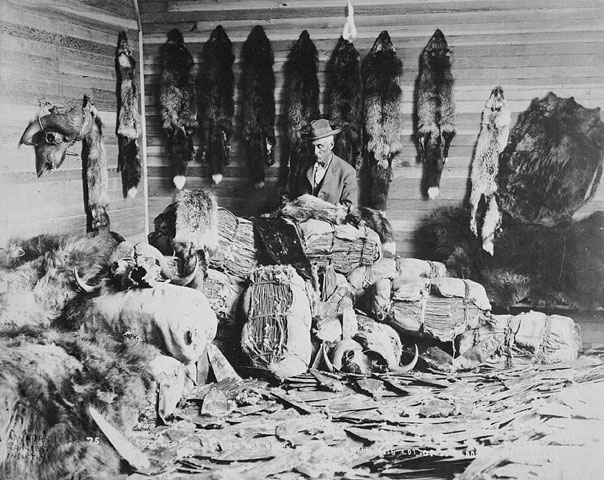
Comerciants de pells a Fort Chipewyan durant la dècada de 1890.

Els paleoamericans arribaren a Alberta fa almenys 10.000 anys, cap al final de la darrera glaciació. Es creu que procedents de Sibèria, emprant un pont de terra a través de l'estret de Bering van arribar fins a Alaska, moment a partir del qual haurien continuat cap al sud, seguint el costat oriental de les muntanyes Rocoses, cap a Alberta, fins a poblar Amèrica. Uns altres haurien migrat seguint la costa de la Colúmbia Britànica per posteriorment traslladar-se cap a l'interior del continent. Amb el temps es van anar diferenciant en diversos pobles de les Primeres Nacions, incloent els Indis de les planures del sud d'Alberta com els blackfoot i els Plain cree, que en general vivien de la caça del bisó americà, i les tribus que vivien més al nord, com els Woodland Cree i els Chipewyan, que vivien de la caça i la pesca.
Després de l'arribada dels britànics al Canadà, aproximadament la meitat de la província d'Alberta i el sud de la conca del riu Athabasca passà a formar part de la Terra de Rupert, ja que aquesta acollia totes les terres drenades per rius que desemboaven a la badia de Hudson. Aquesta àrea, on no podien fer negoci les empreses rivals, va ser concedida per Carles II d'Anglaterra a la Companyia de la Badia de Hudson (HBC) el 1670. Amb l'arribada dels francesos a l'oest del Canadà al voltant de 1731 es van crear diversos assentaments prop dels centres pelleters, com ara les comunitats de Lac La Biche i Bonnyville. Fort La Jonquière es va establir prop del que avui és Calgary el 1752.
El riu Athabasca i els rius situats al nord del mateix no formaven part del territori de la Companyia de la Badia de Hudson perquè desguassen a l'oceà Àrtic i no pas a la badia de Hudson, sent l'hàbitat de molts animals susceptibles de ser caçats. El primer explorador que va visitar la regió d'Athabasca va ser Peter Pond, el qual ca conèixer el Methye Portage per poder viatjar des dels rius del sud cap als rius del nord de la Terra de Rupert tot arrossegant les canoes per terra. Els comerciants de pells van formar la Companyia del Nord-oest (NWC) de Mont-real per competir amb la Companyia de la Badia de Hudson el 1779, la qual va ocupar el nord d'Alberta. Peter Pond va construir Fort Athabasca a Lac La Biche el 1778. Roderick Mackenzie va construir Fort Chipewyan, al llac Athabasca, deu anys més tard, el 1788. El seu cosí, Sir Alexander Mackenzie, va seguir el riu Saskatchewan Nord fins al seu punt més septentrional, prop d'Edmonton, per tot seguit dirigir-se cap al nord a peu, fins a arribar al riu Athabasca, i d'aquí fins al llac Athabasca. Allà va descobrir el cabalós riu que ara porta el seu nom: el riu Mackenzie, que seguí fins a la desembocadura a l'oceà Àrtic. De tornada al llac Athabasca va seguir el riu Peace aigües amunt, fins a arribar a l'oceà Pacífic, sent el primer europeu a travessar Amèrica del Nord al nord de Mèxic.

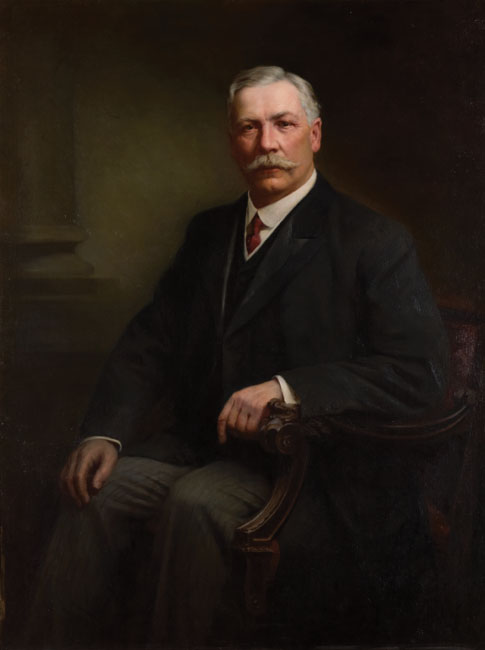
Alexander Rutherford, primer primer ministre d'Alberta.

L'extrem meridional d'Alberta formà part del francès i espanyol del territori de la Louisiana, la qual fou venuda als Estats Units el 1803. El 1818 el sector de la Louisiana situada al nord del paral·lel 49°N fou cedit a la Gran Bretanya.
El comerç de pells es va expandir cap al nord, però les sagnants batalles entre les rivals Companyia de la Badia de Hudson i Companyia del Nord-oest, va obligar el 1821 al govern britànic a obligar-les fusionar per aturar les hostilitats. La fusionada Companyia de la Badia de Hudson va dominar el comerç d'Alberta fins al 1870, quan el Govern canadenc recentment format comprà la Terra de Rupert. El nord d'Alberta quedà inclòs dins el Territori del Nord-oest fins a 1870, quan aquest i la terra de Rupert van convertir-se en els Territoris del Nord-oest.
El Districte d'Alberta va ser creat com a part dels Territoris del Nord-oest el 1882. A mesura va anar augmentant la població es van afegir representants locals a l'Assemblea Legislativa del Nord-oest. Després d'una llarga campanya per l'autonomia, el 1905 el Districte d'Alberta va ser ampliat i se li donà un estatus de província, amb l'elecció d'Alexander Cameron Rutherford com a primer ministre.
El 21 de juny de 2013 Alberta va patir unes importants inundacions que van afectar bona part de la meitat sud de la província, al voltant dels rius Bow, Elbow, Highwood i Oldman i els seus afluents. Una dotzena de municipalitats hagueren de declara l'estat d'emergència per culpa de l'alt nivell de l'aigua i d'altres van estar preparats per a una possible evacuació.

## Demografia
El cens del 2011 indicà que Alberta tenia 3.645.257, cosa que suposava un increment del 10,8% respecte al cens del 2006, quan aquesta era de 3.290.350. Amb una superfície de 640.081,87 km², la densitat és de tan sols 5,7 hab/km² el 2011. Pel 2013 Statistics Canada estimà una població a la província de 4.025.073 habitants.
Alberta ha experimentat una taxa relativament alta de creixement durant els darrers anys, principalment degut a la seva creixent economia. La província té unes taxes elevades de natalitat, unes taxes d'immigració relativament altes i una alta taxa de migració interprovincial en comparació a les altres províncies canadenques.
Aproximadament un 81% de la població de la província viu en àrees urbanes i un 19% ho fa en àrees rurals. El corredor Calgary-Edmonton és el més urbanitzat i poblat de la província i una de les àrees més densament poblades del Canadà. Molts dels pobles i ciutats d'Alberta han experimentat altes taxes de creixement en la història recent. Durant el segle passat, la població d'Alberta va augmentar dels 73.022 habitants el 1901 als 2.974.807 el 2001 i 3.290.350 segons el cens del 2006.

## Economia
L'economia d'Alberta és una de les més potents del Canadà. Es recolza en una creixent indústria petroliera i, en menor mesura, per l'agricultura i la tecnologia. El PIB per capita el 2007 va ser de llarg el més alt de totes les províncies del Canadà, amb 74.825 C$. Això la situava en un 61% per sobre de la mitjana nacional de 46.441 C$ i en més del doble que la d'algunes províncies de l'Atlàntic. La desviació de la mitjana nacional del 2006 va ser la més gran de qualsevol província en la història del Canadà. Segons el cens del 2006, la mitjana de l'ingrés familiar anual després d'impostos va ser de 70,986 C$ a Alberta, en comparació amb els 60.270 C$ pel conjunt del Canadà.
El Corredor Calgary-Edmonton és la regió més urbanitzada de la província i una de les més densament poblades del Canadà. La regió cobreix una distància d'aproximadament 400 quilòmetres de nord a sud. El 2001 la població del Corredor Calgary-Edmonton era de 2,15 milions (el 72% de la població d'Alberta). També és una de les regions amb un creixement més ràpid del país. Un estudi realitzat el 2003 pel TD Bank Financial Group va trobar que el corredor era l'únic centre urbà del Canadà que acumulava un nivell de riquesa similar al dels Estats Units, però mantenint la qualitat de vida canadenca, que ofereix beneficis d'atenció mèdica universal. L'estudi va trobar que el PIB per capita al corredir era un 10% superior a la mitjana de les àrees metropolitanes dels Estats Units i un 40% per sobre d'altres ciutats canadenques en aquell moment.